# پاول شارنر
پاول شارنر (دانمارکی: Paul Scharner؛ زادهٔ ۱۱ مارس ۱۹۸۰) بازیکن فوتبال اهل اتریش بود.
از باشگاه‌هایی که در آن بازی کرده‌است می‌توان به باشگاه فوتبال ردبول زالتسبورگ، باشگاه فوتبال بران، باشگاه فوتبال وست برومویچ آلبیون، باشگاه فوتبال آستریا وین، باشگاه فوتبال ویگان اتلتیک، و باشگاه ورزشی هامبورگ اشاره کرد.
وی همچنین در تیم‌های ملی فوتبال زیر ۲۱ سال اتریش و اتریش بازی کرده‌است.